# Haworthia reticulata
Haworthia reticulata là một loài thực vật có hoa trong họ Măng tây. Loài này được (Haw.) Haw. mô tả khoa học đầu tiên năm 1812.